# Leo Fernández (Pokerspieler)
Leonardo „Leo“ Fernández (* 13. April 1973) ist ein argentinischer Schachspieler und professioneller Pokerspieler. Er gewann 2012 das Main Event der Latin American Poker Tour.

## Persönliches
Fernández stammt aus Buenos Aires. Er lebt in Massachusetts.

## Schach
Im Alter von 5 Jahren lernte er Schach. Von Januar 1997 bis Januar 2000 hatte Leo Fernández seine höchste Elo-Zahl von 2320.
| Hier fehlt eine Grafik, die leider im Moment aus technischen Gründen nicht angezeigt werden kann. Wir arbeiten daran! |

## Pokerkarriere
Neben Schach spielt Fernández Poker und fing 2004 an, sich mehr mit dem Spiel zu beschäftigen. Er war bis Januar 2020 unter dem Nickname LeoFernandez Teil des Team PokerStars.
Seine erste Geldplatzierung bei einem Live-Turnier erzielte er Mitte April 2005 beim Main Event der World Poker Tour (WPT) im Hotel Bellagio am Las Vegas Strip. Anfang Juli 2006 war der Argentinier erstmals bei der World Series of Poker (WSOP) im Rio All-Suite Hotel and Casino am Las Vegas Strip erfolgreich und belegte im Main Event den mit knapp 50.000 US-Dollar dotierten 170. Platz. Beim Main Event der Latin American Poker Tour (LAPT) in Mar del Plata erreichte er Mitte April 2009 den Finaltisch und erhielt als Sechster über 60.000 US-Dollar. Anfang Oktober 2009 belegte Fernández beim High Roller der European Poker Tour in London den fünften Platz und sicherte sich umgerechnet rund 165.000 US-Dollar. Das High Roller des PokerStars Caribbean Adventures auf den Bahamas beendete er im Januar 2011 auf dem zweiten Rang und wurde mit seinem bislang höchsten Preisgeld von mehr als 550.000 US-Dollar prämiert. Bei der LAPT in São Paulo gewann Fernández im Februar 2012 mit dem High Roller sein erstes Live-Turnier und erhielt den Hauptpreis von umgerechnet über 70.000 US-Dollar. Ende September 2012 entschied er in Panama-Stadt das LAPT-Main-Event mit einer Siegprämie von umgerechnet mehr als 170.000 US-Dollar für sich.  Bei der LAPT São Paulo wurde der Argentinier Anfang Dezember 2014 Erster beim High Roller und Zweiter beim Super High Roller, was ihm Preisgelder von umgerechnet knapp 240.000 US-Dollar einbrachte. Während der COVID-19-Pandemie gewann er auf der Onlinepoker-Plattform partypoker das WPT-Auftaktturnier mit einem Hauptpreis von mehr als 400.000 US-Dollar. Bei der mittlerweile im Horseshoe Las Vegas und Paris Las Vegas ausgespielten WSOP 2023 erzielte Fernández neun Geldplatzierungen.
Insgesamt hat sich Fernández mit Poker bei Live-Turnieren knapp 2,5 Millionen US-Dollar erspielt.